# Sauveur Scherlock
Sauveur François Louis Scherlock, né le 1er mars 1771 à Lyon, et décédé le 1er juillet 1800 est un homme politique français, ancien député de Vaucluse.

## Biographie
À la suite de son engagement révolutionnaire, il s'enrôle dans l'armée. Il est nommé adjudant général en l'an V, et commandant du département de Vaucluse.

## Carrière politique
Sa première élection au poste de député de Vaucluse date du 23 germinal an VI.

## Sources
- « Sauveur Scherlock », dans Adolphe Robert et Gaston Cougny, Dictionnaire des parlementaires français, Edgar Bourloton, 1889-1891 [détail de l’édition]

## À voir aussi